# Scinax curicica
Scinax curicica es una especie de anfibios de la familia Hylidae. Es endémica de Brasil.
Sus hábitats naturales incluyen praderas a gran altitud, ríos intermitentes y marismas intermitentes de agua dulce.